# Šotouš

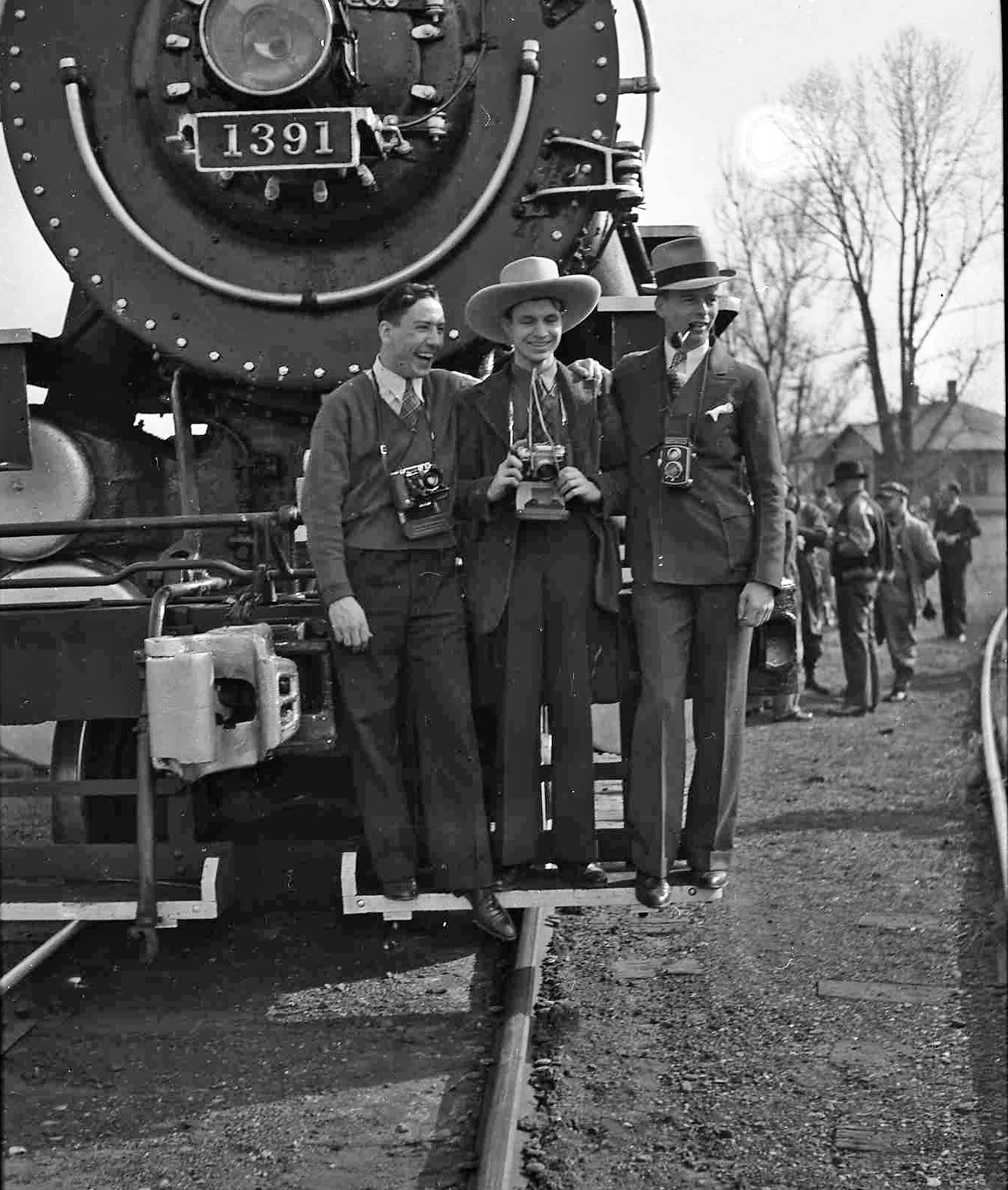
Fanoušci parních lokomotiv s fotoaparáty, 1939

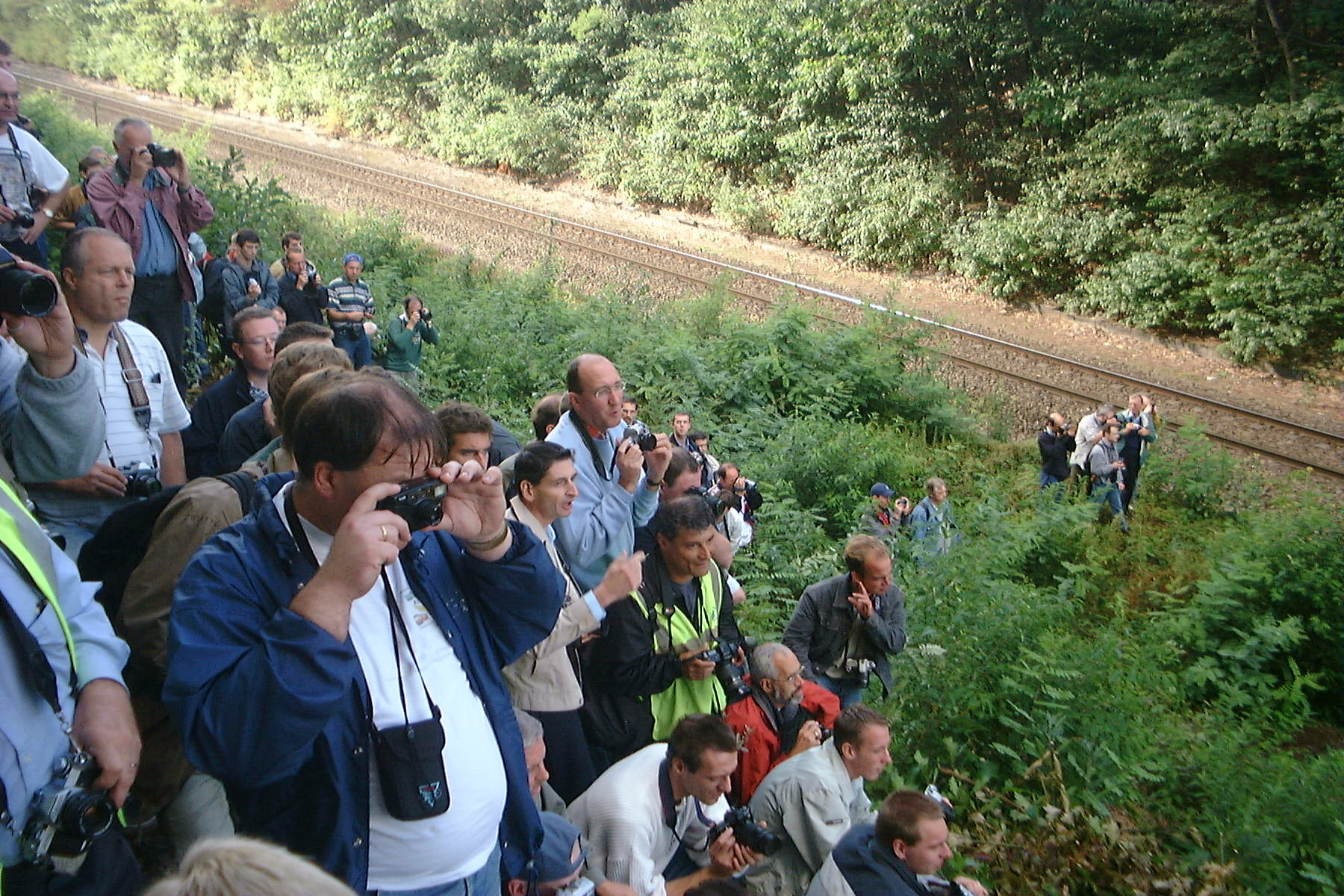
Šotouši očekávající příjezd mimořádného vlaku, Belgie

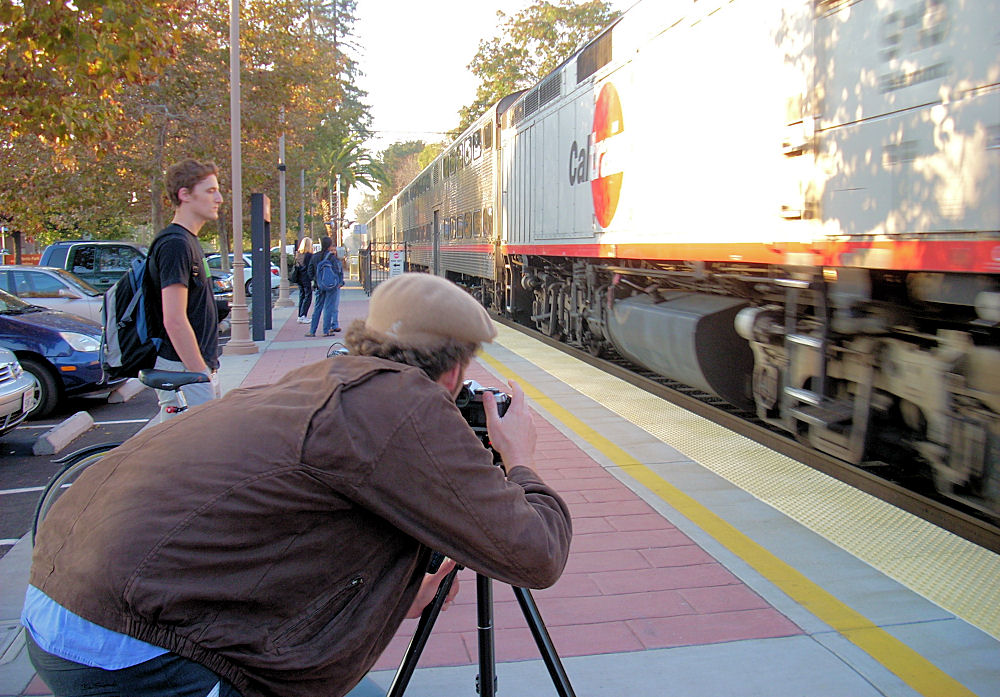
Milovník železnice v USA

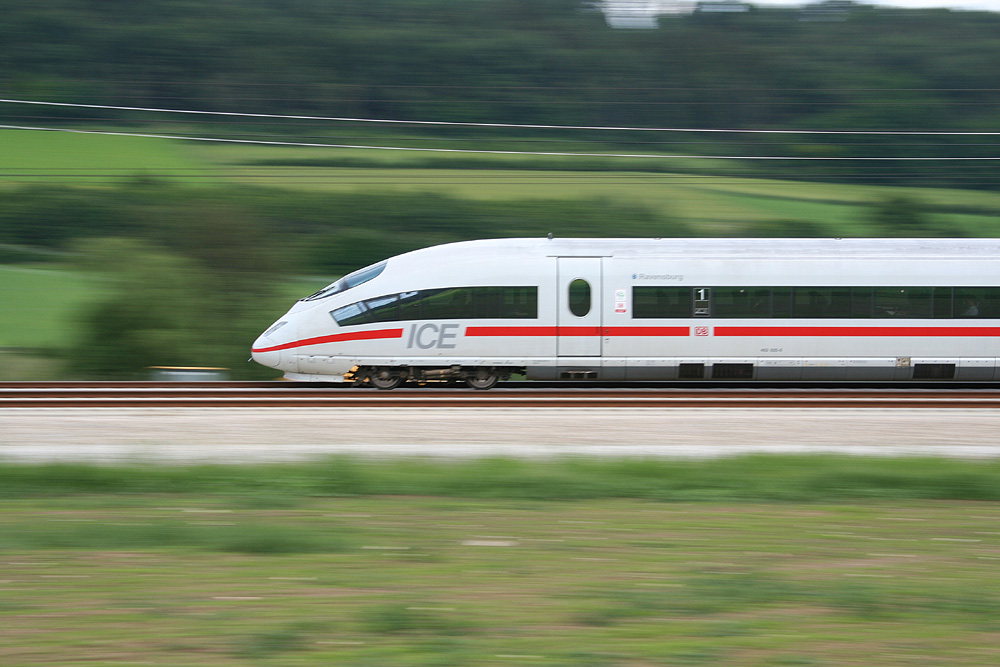
Souprava ICE 3 zachycená technikou panning (čas 1/60s)

Šotouš je člověk, který má zálibu ve fotografování veřejné dopravy, zejména MHD a železniční. Nejde o spisovný pojem. Podle odborného periodika Naše řeč šotouš bývá ověšen fotoaparáty, někdy i diktafonem a poznámkovým bločkem, může jít o mírně hanlivé označení člověka, tzv. dráhaře.
V anglosaských zemích se vyskytují označení angl. railfan (železniční fanoušek) nebo angl. train-spotter (osoba vyhlížející vlak z profesionálních nebo osobních důvodů).
Konotace pojmu mohou být pozitivní, pokud se takto mezi sebou oslovují členové jedné skupiny, zmiňují je média, nebo naopak také negativní, pokud je focení nebezpečné nebo porušuje předpisy (např. bezpečnost v dopravě).

## Činnost
Původně se označení šotouš používalo pro fanoušky železniční a městské dopravy a zejména jejich fotografickou činnost. Tito lidé si své oblíbené dopravní prostředky, tratě, nádraží a další zařízení fotí. Mnozí z nich své fotografie vystavují na různých specializovaných internetových stránkách, účastní se diskuzí, podílejí se na tvorbě zájmových publikací, atd. Někteří šotouši od fotografií očekávají vysokou kvalitu a za tímto účelem si pořizují drahou digitální zrcadlovku se stativem a kvalitním objektivem. Pro svoji zálibu se neváhají i složit na jízdu fotovlaku, tedy zvláštní jízdu vlaku se zajímavými vozidly určenou především k fotografování.
Podobně zaměření a z většiny totožní jsou s nimi tzv. dráhaři (též projížděči), jejichž zálibou je projet co nejvíce tratí, včetně tratí bez pravidelné veřejné dopravy, projít i zrušené tratě atd. a vše dokumentovat. Po zastavení vlaku se typicky na rozdíl od ostatních cestujících vydávají do okolí vlaku, aby jej i se stanicí zdokumentovali (zpravidla samotný vlak už nikoliv, pokud nejde o nějakou zvláštní jízdu, jelikož většinou stihnou vlak zdokumentovat již před nástupem). Mnohdy číhají na atraktivních místech v krajině na průjezdy různých speciálních vlaků, oblíbeným motivem bývají mosty, skalní útvary, středověké hrady či úvratě. O víkendech a dovolených vyrážejí buď samostatně, nebo ve skupinách na takzvané šotoakce. Taktéž se často se svými fotoaparáty motají kolem významných (nejen) železničních projektů. Někteří šotouši pak označují náctileté železniční fotografy (často s povýšeneckým chováním) jako „kindermafii“ či „kindermafiány“.

## Etymologie

### Ústav pro jazyk český
Podle článku v jazykovědném periodiku Naše řeč z roku 2008, slovo šotouš není uvedeno v Slovníku spisovného jazyka českého a Slovníku spisovné češtiny, tudíž je nespisovné.
Výrazy šotouš ve Šmírbuchu jazyka českého a šotoušek ve Slovníku nespisovné češtiny byly v tu dobu spojeny s významem homosexuál. V elektronickém Příručním slovníku jazyka českého šlo v tu dobu dohledat výrazy šotouš, šotoušek ve významu šotek, skřítek, tedy mytologickou postavu, např. tiskařský šotek.
Slovo je dnes používáno ve významu „silný fanda veřejné dopravy, zejména železniční“, s obsahem jak pozitivním, tak negativním, v závislosti na kontextovém zapojení slova, a lze ho zařadit do slangu profesní mluvy železničářské.
Od slovního základu jsou pak odvozena slova jako šotit (fotografovat železnici), šotoakce, šotosraz, šotovýlet (akce spojené se železniční aktivitou), šotoflek (místo pro pořizování snímků), šocení či šot (samotná aktivita).

### Dřívější významy slova
Focení veřejné dopravy je známo již dávno a po celém světě, masové rozšíření slova šotouš v rámci české zájmové skupiny má krátké trvání. Je kladeno asi do roku 2004, nejprve bylo vnímáno jako hanlivé slovo, označující zapálené nadšence v železniční a jiné veřejné dopravě. Později se však jeho význam rozšířil na každého, komu je dráha koníčkem a fotografuje ji, a ač si zachovalo jistý punc hanlivosti, pro některé se změnilo až v hrdé sebeoznačení: Zájemci o projíždění tratí jsou několik desítek let i v České republice. V posledním roce se pro ně vžilo označení „šotouš“, ale známé jsou i tradiční výrazy „projížděč“ nebo „dráhař“. Slovo „šotouš“ se zpočátku používalo jako nadávka -hrd vyjadřovalo extrémního fanouška, který svými názory a vystupováním dělá ostatním železničním příznivcům ostudu. Ale protože se nikdo nedokázal shodnout, koho do této kategorie zařadit a koho ne, vžilo se nakonec pro všechny.
Slovo šotouš se vzácně vyskytuje i ve starší literatuře (kartotéka Příručního slovníku jazyka českého uvádí dva záznamy) jako přetvoření běžnějšího slova šotek. V tom smyslu byl použit u Voskovcem a Werichem v jedné scénce o císaři Neronovi („Nerouš, Nerouš, to byl šotouš“) či v článku Marie Jiráskové Poslední školní výlet 3. B v Lidových novinách v roce 1936.
V českém překladu Tolkienovy knihy Hobit překladatel František Vrba v roce 1978 výrazy goblin, hobgoblin a orc překládal jako skřet, rarach a šotouš (šotouš tedy byl ekvivalentem slova orc).
Spisovatel Patrik Ouředník ve svém Šmírbuchu jazyka českého (Paříž 1988) uvádí výraz šotouš coby synonymum pro homosexuála.

## Společnost

### Známé osobnosti
Mezi fanoušky železnice (nikoliv vždy šotouše) lze počítat např. tyto osobnosti:
- Antonín Dvořák[12]
- Adolf Born[13]
- Eduard Hrubeš[13]
- Dalibor Gondík[13]
- Arnošt Goldflam[13]
- Igor Bareš[13]
- Jaroslav Rudiš[14]

### Zmínky v médiích
- První zmínky se objevují v online diskuzích a tematických webech věnovaných dopravě, v neformálních rozhovorech atd.
- Podle autorů stránek Posázavský pacifik, v článku „Fotojízda Kolínskem a Posázavím“ z března 2007 se název objevil v rozhovoru týdeníku Reflex s členy KHKD.[6]
- V roce 1997 vyšel v Reflexu článek, který žertovně definuje šotouše.
| „                                             | Šotouš je tvor vyskytující se všude v okolí zatopených parních lokomotiv, má vždycky o mašině o něco hlubší znalosti než její majitel, snaží se v nestřežených okamžicích vlézt na stanoviště nebo alespoň odmontovat tabulku s číslem. Šotouš je většinou zároveň fotograf a je ochoten fotografovat z nejnebezpečnějších pozic, pak odhodit foťák na násep a nechat se zajet. | “ |
| — Fírové, štokry a šotouši v Reflex (1997/29) | |   |
- Došlo k oficiálnímu pojmenování soutěže Největší šotouš PID, kterou vyhlásil pražský ROPID v září 2009.[15] Vítězem se tehdy stal Matouš Vanča, který získal 22 bodů ze 40 možných, a to v čase kratším o třetinu než držitel druhého místa.[16]
- V dubnu 2019 zveřejnil iROZHLAS článek o vlivu šotoušů na dopravní stavby tím, že vlastní iniciativou prosadili slib dopravce a církve obnovit kapli svatého Antonína v brněnských Pisárkách coby součást projektu výstavby městského silničního okruhu.[17]
- Internetový deník iDNES.cz vydává seriál Očima šotouše.[18]